# 다자오팅역
다자오팅역(大郊亭站)은 중국 베이징시 차오양구 솽징 가도·진쑹 가도, 난마방 지구 접경인 동4환중로·광취로 교차로에 위치한 베이징 지하철 7호선의 역으로, 2010년 광취로 2단계 공사 착공시, 전 노선에서 가장 먼저 착공한 역 중 하나이다. 2014년 12월 28일 7호선 개통과 함께 개장되었다.

## 위치
7호선 다자오팅역은 동4환(남북방향)과 광취로(동서방향)가 만나는 다자오팅교 서쪽에 동서방향으로 배치되어 있다.

## 역 구조
7호선 역은 지하 3층 구조로, 연장 184.7m, 표준단폭 21.1m, 건축 면적 1만5941㎡ 규모이다. 지하 1층은 설비층, 지하 2층은 대합실층, 지하 3층은 승강장층이다.。섬식 승강장으로 설계되었으며, 승강장의 폭은 12m이다. 출구는 4개가 있다.
| 지면층          | 가도                            | A-C출구                           |
| 지하 1층        | 대합실                          | 고객 센터, 자동매표기, 개집표기   |
| 지하 2층 승강장 | ←                               | ■ 7호선 베이징 서역 방면 (주룽산) |
| 지하 2층 승강장 | 섬식 승강장, 왼쪽 출입문이 열림 |                                   |
| 지하 2층 승강장 | →                               | ■ 7호선 화좡 방면 (바이쯔완)      |

## 출구
|                         |                   |      |             |
| 출구                    | 출구 인근         | 사진 | 무장애 시설 |
| 出口 · A                | 광취로(广渠路)    |      |             |
| 出口 · B                | 광취로, 동4환중로 |      |             |
| 出口 · C                | 광취로, 동4환중로 |      |             |
| 아이콘 설명: 엘리베이터 |                   |      |             |

## 향후 계획
건설 중인 28호선은 본 역에서 7호선과 환승할 예정이다.